# Ясиницкий, Григорий Иванович
Григорий Иванович Ясиницкий (1899 — 1994) — методистский пастор и богослов.

## Биография
Вырос в семье штундистов в Киевской губернии. В 1917 году окончил Киевское военное училище. Участвовал в Первой мировой войне, был командиром пешей команды разведчиков. После революции он был арестован большевиками и приговорен к смертной казни, но освобождён белочехами в Сибири. Воевал в армии адмирала Колчака в звании поручика.
С остатками колчаковских войск отступил в Приморье. В 1920 году служил в составе 33-го Сибирского стрелкового полка. Командование полка объявило перемирие с красными. Ясиницкого в этот момент откомандировали в Харбин (Маньчжурия). После его отъезда красные арестовали всех офицеров его полка и позднее казнили.
Остался жить в Харбине. Здесь он женился, жену (певицу) звали Ирина. В их семье родилось двое сыновей, их назвали Святослав и Владимир.
В 1926 году, после трехлетнего обучения, закончил богословский факультет Методистского библейского института в Харбине, которым руководил пастор Николай Пейсти. По окончании института был рукоположен в пасторы сотрудниками методистской миссии, служил пастором в одной из русских методистских церквей Харбина.
Кроме того, занимался издательской и богословской деятельностью, издавал внеконфессиональный евангельский журнал «Меч Гедеона», был редактором издательств «Посох» и «Меч Гедеона». Писал богословские книги. Заполняя анкету для Бюро по делам российских эмигрантов в Маньчжурии, в графе «профессия» он так и отрекомендовался: «протестантский евангелический пастор, автор религиозно-философских трудов». Богословские работы Г. И. Ясиницкого по книге «Откровение» до сих пор используются проповедниками и богословами, а книга «Введение к изучению Библии» использовалась В. А. Мицкевичем при написании учебника «Библиология» для баптистских Заочных библейских курсов (Москва).
Позднее сотрудничал в качестве благовестника с баптистским Шведско-Американским миссионерским обществом, служил помощником пресвитера русской баптистской церкви в Харбине, также замещал по необходимости пастора местной лютеранской общины.
В декабре 1940 года переехал в Сан-Франциско (Калифорния, США). Служил в методистской церкви в районе Сан-Франциско. Скончался в 1994 году.

## Книги Г. И. Ясиницкого
- Песни Сиона: Сборник гимнов для Миссии Методистской Епископальной Церкви и русскоязычных прихожан в Сибири и Маньчжурии. — Харбин, 1925 (один из составителей).
- Опыт первой церкви
- Божий метод приготовления работников. — Харбин: Посох, 1936.
- Введение в изучение Библии. — Харбин, Меч Гедеона, 1936.
- Апологетика Библии. — Харбин: Посох, 1937.
- Действительный евангелизм. — Харбин: Меч Гедеона, [б/г]. 171 с. (редактор) (Английский перевод — Conquering Evangelism. — London, 1946).
- Символика Апокалипсиса. — Сан-Франциско, 1983.
- За кулисами великой катастрофы:Трагическая эпоха, 1890-1918. Сан-Франциско, 1987, 236 с.